# Reial Valladolid Club de Futbol
El Reial Valladolid Club de Futbol (en castellà, oficialment, Real Valladolid Club de Fútbol) és un club de futbol espanyol de la ciutat de Valladolid, fundat el 1928. Juga a la Segona divisió espanyola de futbol.

## Història

### Inicis
El Reial Valladolid va néixer el 20 de juny de 1928 de la fusió dels equips val·lisoletans Real Unión Deportiva i Club Deportivo Español. Es va anomenar Real Valladolid Deportivo fins a l'any 2000. El Valladolid va aconseguir el màxim nivell la temporada 1947-48, després de proclamar-se campió de la Segona Divisió. L'any següent, l'equip va continuar amb aquest èxit i va arribar a la final de la Copa del Generalíssim a l'Estadi de Chamartín contra l'Athletic Club, perdent 4-1.
Els següents deu anys es van romandre a la primera divisió i el descens va ser durar poc, ja que el Valladolid va guanyar una nova promoció el 1958-59 amb un triomf per 5-0 contra el Terrassa FC sota les ordres de José Luis Saso, figura llegendària de la història del club. Originalment Saso havia estat porter del club i va continuar exercint molts càrrecs, inclosa la presidència del club.
El Valladolid va canviar entre la primera i la segona divisions en anys posteriors, fins que va descendir a la Tercera Divisió la temporada 1970-71. El 1984, el Valladolid va guanyar la Copa de la Lliga (una competició que es va celebrar anualment entre 1982 i 1986) contra l'Atlètic de Madrid.
Ascendit a primera el 1992-93, i hi va romandre fins a la temporada 2003-04. Durant aquest període d'11 anys, la posició més alta assolida per l'equip a primera divisió va ser la setena la 1996-97, sent entrenat en les temporades anteriors per Rafa Benítez.

### La temporada de rècord 2006-07
La temporada 2006-07, després de fitxar l'entrenador basc José Luis Mendilibar, el Valladolid va tenir un dels seus millors anys de la seva història al segon nivell. El club va aconseguir el lideratge de la lliga en la quinzena jornada i va finalitzar amb 88 punts, guanyant el campionat amb un marge total de vuit punts i amb un avantatge de 26 punts sobre la zona de no-promoció (quart i inferiors), ambdós registres històrics de la Lliga. El Valladolid també va aconseguir l'honor de mantenir-se invicte durant 29 partits, del 10 d'octubre de 2006 al 6 de maig de 2007, sent ascendit matemàticament després d'una victòria de 2-0 contra el Tenerife el 22 d'abril de 2007 (34a jornada de la temporada), el més primerenc que qualsevol club ha aconseguit la promoció a la història espanyola.
Aquella temporada també va destacar el seu paper en la Copa del Rei, arribant als quarts de final després de derrotar dos equips de primera divisió, el Gimnàstic de Tarragona (4-1) i el Vila-real CF (3-1), jugant tota la competició amb els reserves.
Les dues següents temporades a la primera divisió van ser relativament reeixides, acabant en la 15a plaça, tot evitant el descens després d'un empat per 1-1 en l'última jornada en totes dues temporades (contra el Recreativo de Huelva la 2007-08 i Reial Betis la 2008-09).

### Fi de l'era Mendilibar
Després d'un mal començament en la temporada 2009-10 (3 victòries en els primers 20 partits), Mendilibar va ser destituït l'1 de febrer de 2010 després d'un empat a casa davant la UD Almeria. La setmana posterior a la seva destitució, el Valladolid va caure per primera vegada a la zona de descens (cosa que mai havia passat durant els 138 minuts amb Mendilibar), amb l'exjugador Onésimo Sánchez com a entrenador.
Després de només 1 victòria en 10 partits, Sánchez va ser acomiadat. L'exjugador de la selecció espanyola, Javier Clemente, va ser nomenat com a substitut de Sánchez a la desesperada per evitar el descens a falta de vuit partits de campionat. Després de remuntar fins a la 16a posició, el Valladolid va tornar a la zona de descens, i es va plantar a l'ultima jornada havent de guanyar al Camp Nou contra un FC Barcelona que necessitava la victòria per aconseguir el campionat de Lliga. El Valladolid va perdre 0-4 i, per tant, va descendir i va finalitzar una estada de tres anys en el primer nivell.
La temporada 2011-12 va tornar a primera sota les ordres de Miroslav Đukić, aconseguint l'ascens als play-offs després d'acabar tercer en la Segona Divisió. El Valladolid va ser relegat a la Segona Divisió en la darrera jornada de la temporada 2013-14. Quatre anys després, la temporada 2017-18, el Valladolid va tornar a la primera divisió a través del play-off derrotant a l'Sporting de Gijón i el Numància.

## Símbols

### Escut

Escut vigent entre 1962 i 2022

L'escut del club té una gran similitud amb el de la ciutat, Valladolid. Aquest emblema va néixer el 1928, juntament amb el del propi club, i consta d'una corona reial tancada, distintiu del «Real» del club i heretat de la Real Unión Deportiva; de cinc flames, presents a l'escut de Valladolid; cinc castells, distintiu de Castella; i sis franges blanques i violetes, colors del club.
Aquest emblema original ha patit petits retocs al llarg de la història del club. El 1962, l'ajuntament de Valladolid va permetre la incorporació de la Creu Llorejada de Sant Ferran, que s'havia atorgat al municipi el 1939, i, a més, s'hi va afegir una franja vermella amb cinc castells a l'escut. Posteriorment, es van canviar les inicials «VD» (Reial Valladolid Deportivo o Club Valladolid Deportivo) a «RV» (Reial Valladolid), que figuren en un rodó al centre de l'escut.
El 2022 el club va eliminar la Creu Llorejada de Sant Ferran de l'escut.

### Himne
Al llarg de la seva història, el club ha tingut dos himnes que conviuen actualment: Banderas blancas y violetas, creat el 1982 per Manuel González Trujillo i Antonio Gómez Aranega i conegut com l'«himne antic»; i el més nou que es va compondre el 1995, pel grup Tahona, format per Miguel Ángel Rivera i José Luis Gómez.

### Mascota
La primera mascota del club val·lisoletà, nascuda el 29 de novembre de 1998, va ser anomenada Pucelo, en clara al·lusió a un dels noms de la ciutat de Valladolid. Pucelo era un merlet d'un castell, símbol de Castella, que vestia els colors del club (blanc i violeta). Participava en l'animació de l'estadi i va aparèixer en nombrosos objectes comercials del club blanc-i-blau. El 3 de juliol de 2009 el club va anunciar la seva nova mascota, anomenada Pepe Zorrillo, que es va presentar en el mateix partit en el qual Pucelo es va retirar: la XXXVII edició del Trofeu Ciudad de Valladolid contra el Vila-real CF. Es tracta d'una guineu vestida de cavaller amb els colors del club a la seva capa i el seu escut. El seu nom fa clara al·lusió a l'escriptor val·lisoletà José Zorrilla, que dona nom a l'estadi.

## Dades del club

### Estadístiques
- Temporades a Primera divisió: 39
- Temporades a Segona divisió: 32
- Temporades a Segona divisió B: 0
- Temporades a Tercera divisió: 9
- Millor posició a la lliga: 4t (Primera divisió temporada 1962/1963)
- Millor classificació a la Copa del Rei: Finalista (1950 i 1989)
- Millor classificació en competició europea: Quarts de final (Recopa d'Europa 1990)

## Plantilla 2024-25
A 12 març 2025
| N. | Pos. | Nac. | Jugador                                       |
| -- | ---- | --- | --------------------------------------------- |
| 1  | POR  | [[Fitxer:Flag of Portugal.svg\|23x15px\|border \|alt=Portugal\|link=Selecció de futbol de Portugal\|{{#if:\|]]    | André Ferreira                                |
| 2  | DEF  | [[Fitxer:Flag of Spain.svg\|23x15px\|border \|alt=Espanya\|link=Selecció de futbol d'Espanya\|{{#if:\|]]          | Luis Pérez (4t capità)                        |
| 3  | DEF  | [[Fitxer:Flag of Spain.svg\|23x15px\|border \|alt=Espanya\|link=Selecció de futbol d'Espanya\|{{#if:\|]]          | David Torres                                  |
| 4  | MIG  | [[Fitxer:Flag of Hungary.svg\|23x15px\|border \|alt=Hongria\|link=Selecció de futbol d'Hongria\|{{#if:\|]]        | Tamás Nikitscher                              |
| 5  | DEF  | [[Fitxer:Flag of Spain.svg\|23x15px\|border \|alt=Espanya\|link=Selecció de futbol d'Espanya\|{{#if:\|]]          | Javi Sánchez (capità)                         |
| 6  | DEF  | [[Fitxer:Flag of Turkey.svg\|23x15px\|border \|alt=Turquia\|link=Selecció de futbol de Turquia\|{{#if:\|]]        | Cenk Özkacar (cedit pel València CF)          |
| 7  | DAV  | [[Fitxer:Flag of Senegal.svg\|23x15px\|border \|alt=Senegal\|link=Selecció de futbol del Senegal\|{{#if:\|]]      | Mamadou Sylla                                 |
| 8  | MIG  | [[Fitxer:Flag of Austria.svg\|23x15px\|border \|alt=Àustria\|link=Selecció de futbol d'Àustria\|{{#if:\|]]        | Florian Grillitsch (cedit pel TSG Hoffenheim) |
| 9  | DAV  | [[Fitxer:Flag of Brazil.svg\|23x15px\|border \|alt=Brasil\|link=Selecció de futbol del Brasil\|{{#if:\|]]         | Marcos André                                  |
| 10 | MIG  | [[Fitxer:Flag of Spain.svg\|23x15px\|border \|alt=Espanya\|link=Selecció de futbol d'Espanya\|{{#if:\|]]          | Iván Sánchez (2n capità)                      |
| 11 | MIG  | [[Fitxer:Flag of Catalonia.svg\|23x15px\|border \|alt=Catalunya\|link=Selecció de futbol de Catalunya\|{{#if:\|]] | Raúl Moro                                     |
| 12 | MIG  | [[Fitxer:Flag of Spain.svg\|23x15px\|border \|alt=Espanya\|link=Selecció de futbol d'Espanya\|{{#if:\|]]          | Mario Martín (cedit pel Reial Madrid)         |
| 13 | POR  | [[Fitxer:Flag of Estonia.svg\|23x15px\|border \|alt=Estònia\|link=Selecció de futbol d'Estònia\|{{#if:\|]]        | Karl Hein (cedit per l'Arsenal FC)            |

| N. | Pos. | Nac. | Jugador                                |
| -- | ---- | --- | -------------------------------------- |
| 14 | DAV  | [[Fitxer:Flag of Spain.svg\|23x15px\|border \|alt=Espanya\|link=Selecció de futbol d'Espanya\|{{#if:\|]]          | Juanmi Latasa                          |
| 15 | DEF  | [[Fitxer:Flag of Switzerland.svg\|23x16px\|border \|alt=Suïssa\|link=Selecció de futbol de Suïssa\|{{#if:\|]]     | Eray Cömert (cedit pel València CF)    |
| 16 | DEF  | [[Fitxer:Flag of Ghana.svg\|23x15px\|border \|alt=Ghana\|link=Selecció de futbol de Ghana\|{{#if:\|]]             | Joseph Aidoo (cedit pel Celta)         |
| 17 | DEF  | [[Fitxer:Flag of Brazil.svg\|23x15px\|border \|alt=Brasil\|link=Selecció de futbol del Brasil\|{{#if:\|]]         | Henrique Silva                         |
| 18 | MIG  | [[Fitxer:Flag of Venezuela.svg\|23x15px\|border \|alt=Veneçuela\|link=Selecció de futbol de Veneçuela\|{{#if:\|]] | Darwin Machís                          |
| 19 | MIG  | [[Fitxer:Flag of Senegal.svg\|23x15px\|border \|alt=Senegal\|link=Selecció de futbol del Senegal\|{{#if:\|]]      | Amath Ndiaye                           |
| 20 | MIG  | [[Fitxer:Flag of Croatia.svg\|23x15px\|border \|alt=Croàcia\|link=Selecció de futbol de Croàcia\|{{#if:\|]]       | Stanko Jurić                           |
| 21 | MIG  | [[Fitxer:Flag of Morocco.svg\|23x15px\|border \|alt=Marroc\|link=Selecció de futbol del Marroc\|{{#if:\|]]        | Selim Amallah                          |
| 22 | DEF  | [[Fitxer:Flag of Italy.svg\|23x15px\|border \|alt=Itàlia\|link=Selecció de futbol d'Itàlia\|{{#if:\|]]            | Antonio Candela (cedit pel Venezia FC) |
| 23 | MIG  | [[Fitxer:Flag of Morocco.svg\|23x15px\|border \|alt=Marroc\|link=Selecció de futbol del Marroc\|{{#if:\|]]        | Anuar (3r capità)                      |
| 24 | MIG  | [[Fitxer:Flag of Brazil.svg\|23x15px\|border \|alt=Brasil\|link=Selecció de futbol del Brasil\|{{#if:\|]]         | Kenedy                                 |
| 28 | MIG  | [[Fitxer:Flag of Spain.svg\|23x15px\|border \|alt=Espanya\|link=Selecció de futbol d'Espanya\|{{#if:\|]]          | Chuki                                  |
| 39 | DEF  | [[Fitxer:Flag of Morocco.svg\|23x15px\|border \|alt=Marroc\|link=Selecció de futbol del Marroc\|{{#if:\|]]        | Adam Aznou (cedit pel Bayern de Múnic) |

### Equip reserva
| N. | Pos. | Nac. | Jugador       |
| -- | ---- | --- | ------------- |
| 27 | MIG  | [[Fitxer:Flag of Spain.svg\|23x15px\|border \|alt=Espanya\|link=Selecció de futbol d'Espanya\|{{#if:\|]]          | Adrián Verde  |
| 30 | DEF  | [[Fitxer:Flag of Spain.svg\|23x15px\|border \|alt=Espanya\|link=Selecció de futbol d'Espanya\|{{#if:\|]]          | Raúl Chasco   |
| 31 | POR  | [[Fitxer:Flag of Catalonia.svg\|23x15px\|border \|alt=Catalunya\|link=Selecció de futbol de Catalunya\|{{#if:\|]] | Arnau Rafús   |
| 32 | DEF  | [[Fitxer:Flag of Spain.svg\|23x15px\|border \|alt=Espanya\|link=Selecció de futbol d'Espanya\|{{#if:\|]]          | Koke Iglesias |

| N. | Pos. | Nac. | Jugador      |
| -- | ---- | --- | ------------ |
| 33 | DEF  | [[Fitxer:Flag of Spain.svg\|23x15px\|border \|alt=Espanya\|link=Selecció de futbol d'Espanya\|{{#if:\|]] | Iago Parente |
| 34 | MIG  | [[Fitxer:Flag of Spain.svg\|23x15px\|border \|alt=Espanya\|link=Selecció de futbol d'Espanya\|{{#if:\|]] | Mario Maroto |
| 39 | DAV  | [[Fitxer:Flag of Spain.svg\|23x15px\|border \|alt=Espanya\|link=Selecció de futbol d'Espanya\|{{#if:\|]] | Adrián Arnu  |
| —  | POR  | [[Fitxer:Flag of Spain.svg\|23x15px\|border \|alt=Espanya\|link=Selecció de futbol d'Espanya\|{{#if:\|]] | Fer Pérez    |

## Palmarès
- 1 Copa de la Lliga espanyola de futbol: 1983/84

## Jugadors destacats
- Martín Cardetti
- Gabriel Heinze
- Diego Klimowicz
- Albano Bizzarri
- Pablo Richetti
- Oscar Flores
- Javier Muñoz
- Pablo Paz
- Marcos Sebastián Aguirre
- Juan Manuel Peña
- Julio Cesar Santos Correa
- Arílson
- Rodrigo Fabri
- José Veiga
- Patricio Yañez
- Jorge Aravena
- Leonel Álvarez
- René Higuita
- Carlos Valderrama
- Harold Lozano
- Edwin Congo
- Alen Peternac
- Ariza Makukula
- Iván Kaviedes
- Mágico González
- Daniel Dutuel
- Miodrag Belodedici
- Cuauhtemoc Blanco
- Dragan Isailovic
- Dragan Ćirić
- Gonzalo Colsa
- David Aganzo
- José Antonio García Calvo
- Jesús María Pereda
- Antoni Ramallets
- José Luis Caminero
- Eusebio Sacristán
- Manuel Sanchís Martínez
- Fernando Hierro
- Luis Miguel Gail Martín
- Luis García
- Ricardo
- César Sánchez
- Joseba Llorente
- Álvaro Gutiérrez
- Nicolás Olivera
- Fabián Estoyanoff
- José Luis Mosquera

## Entrenadors destacats
- Javier Clemente (2010)[17]
- Juan Ignacio Martínez[18]